# 畑中秀哉
畑中 秀哉（はたなか ひでや、1968年3月27日 - ）はニッポン放送の報道スポーツコンテンツセンター副部長、記者、気象予報士、元アナウンサー。

## 来歴
岐阜県出身。1990年3月、早稲田大学理工学部卒業後、同年4月、ニッポン放送に入社。同期は、元アナウンサーの村上まゆこ。
入社以後、制作部のアナウンサーとして主に中継コーナーリポーターや番組アシスタントを担当。
その後、1995年4月付け人事にて報道部に異動となり、警視庁、都庁記者クラブ記者、国会担当記者を歴任している。2018年時点で地震レポーターも担当するほか、気象予報士資格を活かして集中豪雨などの気象に関する解説として出演することもある。

## 人物
- プロ野球の中日ドラゴンズのファン。
- 日本メーカーの自動車を好んでいるため、番組の共演者であるテリー伊藤が連載を持っている、ベストカーを愛読しており、「くるまマイスター検定」1級を取得している[7]

## 出演番組

### 現在
- 畑中秀哉の情報宝島※NRN系列局向け裏送り番組 - 2004年3月22日 -
- 垣花正のあなたとハッピー!（ニュースリーダー）※木曜10時台 - 2020年7月6日 -
- ニッポン放送報道記者レポート（インターネットラジオ）

### テレビ
- テレバイダー(TOKYO MX) - 2001年10月20日

### ラジオ
- いまに哲夫の歌謡パレードニッポン（中継担当）
- サンデーエコノミア
- ブッタマほっとステーション（アシスタント）
- タモリの週刊ダイナマイク（中継担当）
- 峰竜太のナンデモアルキメデス（サブパーソナリティ） - 1991、1992年
- あの頃の君にカウントダウン ザ・ベスト20・オブ・ザ・イヤー（パーソナリティ） - 1992年10月 - 1993年3月
- ゴッドアフタヌーン アッコのいいかげんに1000回（中継担当。また、どんぶりマン名義でも出演経験あり）
- 伊集院光のOh!デカナイト（2代目尾行マン、山本君とは・田中君）
- 祝賀御列の儀 実況生中継（皇居正門地点 リポーター） - 2019年11月10日

以下ニュースリーダー
- 森永卓郎の朝はモリタク!もりだくSUN
- 森永卓郎 朝はニッポン一番ノリ!
- 森永卓郎と垣花正の朝はニッポン一番ノリ!
- 上柳昌彦のお早うGoodDay!※水曜
- うえやなぎまさひこのサプライズ!※水曜
- 荘口彰久のブロードバンド!ニッポン（LFX mudigi）※月曜
- 上柳昌彦 ごごばん!（ただし井土厚の代役でニュースを担当することもある）
- 松本ひでお 情報発見 ココだけ※木曜
- 宮藤官九郎のオールナイトニッポンGOLD※木曜
- 久保ミツロウ・能町みね子のオールナイトニッポンGOLD※木曜
- 山口良一 今日もいきいきあさ活ニッポン※金曜
- 〜今日も一日〜 Good Job ニッポン※木曜
- 高嶋ひでたけのあさラジ!※火曜
- 高田文夫のラジオビバリー昼ズ（月曜）
- 上柳昌彦 あさぼらけ（金曜）
- オールナイトニッポン MUSIC10※木曜

## 制作番組
- 井筒和幸の土曜ニュースアドベンチャー※チーフディレクター、ニュースデスク - 2002年7月 - 2005年3月26日
- 竹村健一のずばりジャーナル※ディレクター - 2003年6月 - 2005年3月